# 明見彦山古墳群
| 須恵器型式     | 特徴                          | 主な古墳     | 主な古墳                                                         |
| 須恵器型式     | 特徴                          | 盟主墳       | その他                                                           |
| -------------- | ----------------------------- | ------------ | ---------------------------------------------------------------- |
| TK10新相 -TK43 | 明見3号型石室導入             |              | 明見彦山3号墳 長畝4号墳 蒲原山東1・2号墳                         |
| TK43           | 舟岩型石室導入                | 伏原大塚古墳 |                                                                  |
| TK209          | 舟岩型石室普及 風水的選地導入 | 小蓮古墳     | 舟岩1・3・8号墳 明見彦山1号墳 一宮大塚古墳 三ツ塚下古墳 新改古墳 |
| TK217          | 角塚型石室導入                | 朝倉古墳     |                                                                  |

明見彦山古墳群（みょうけんひこやまこふんぐん）は、高知県南国市明見にある古墳群。南国市指定史跡に指定されている。
「彦山」と称される丘陵の麓において、3基の古墳（1号墳・2号墳・3号墳）で構成される古墳時代後期の古墳群である。

## 一覧

### 1号墳

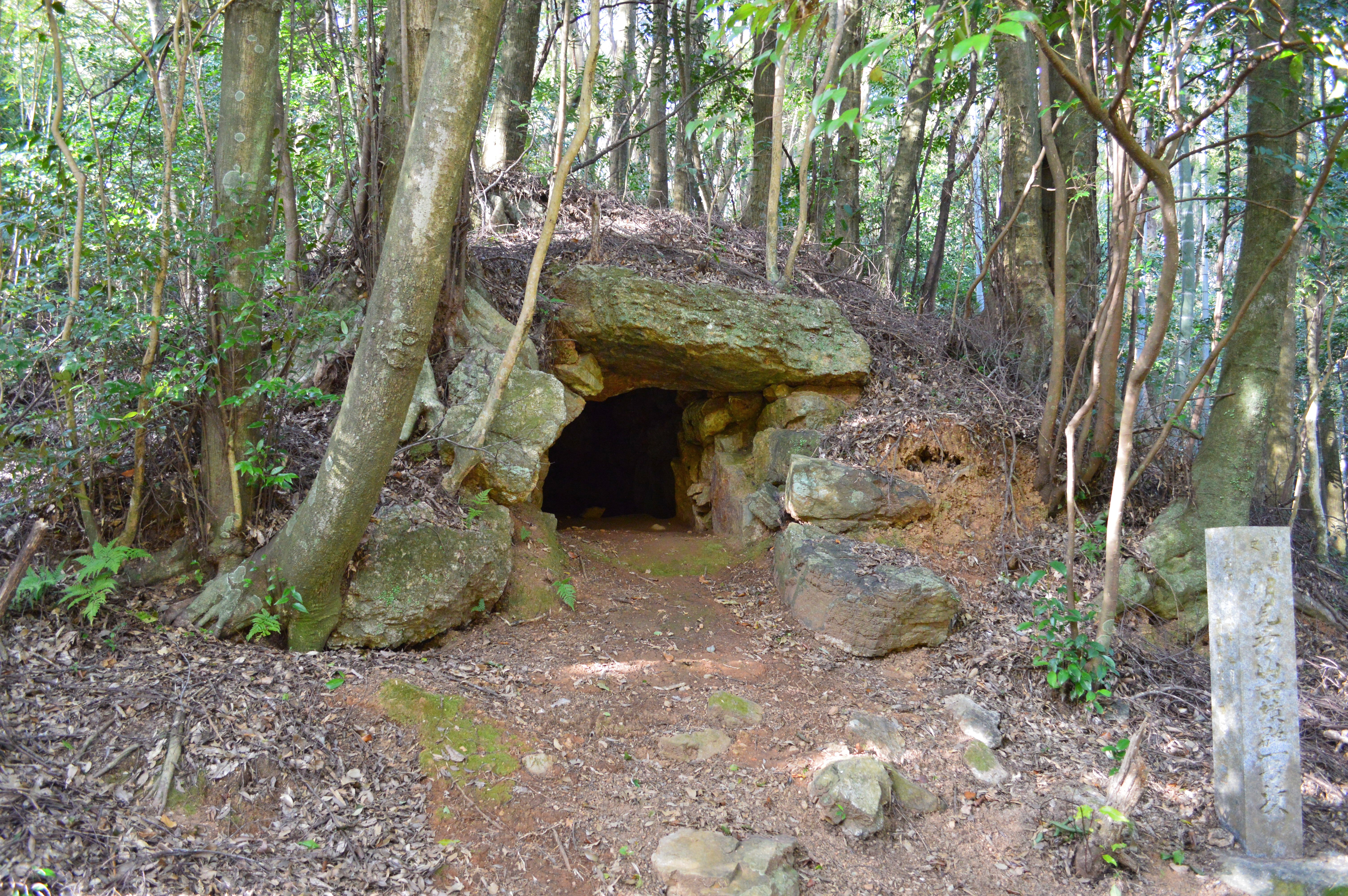
1号墳 石室開口部

1号墳 石室俯瞰図

明見彦山1号墳（北緯33度34分13.39秒 東経133度36分57.68秒 / 北緯33.5703861度 東経133.6160222度座標: 北緯33度34分13.39秒 東経133度36分57.68秒 / 北緯33.5703861度 東経133.6160222度）は、古墳群の南西に位置し、朝倉古墳（高知市朝倉）・小蓮古墳（南国市岡豊町小蓮）と合わせて「土佐三大古墳」と総称される。近年では2005年度（平成17年度）に墳丘測量・石室実測調査が、2010年度（平成22年度）に発掘調査が実施されている。
直径14メートルの円墳と見られ（一辺14メートルの方墳の可能性もある）、中央に両袖式横穴式石室を開口する。石室の規模は次の通り。
- 石室全長：8.96メートル
- 玄室：長さ5.64メートル、幅2.16メートル（奥壁付近）・2.14メートル（玄門付近）、高さ2.8メートル
- 羨道：長さ3.32メートル、幅1.20メートル

石室内は盗掘に遭っているが、調査では須恵器・玉類などの副葬品が出土している。築造時期は古墳時代後期-終末期の6世紀末-7世紀初頭頃と推定される。

石室展開図
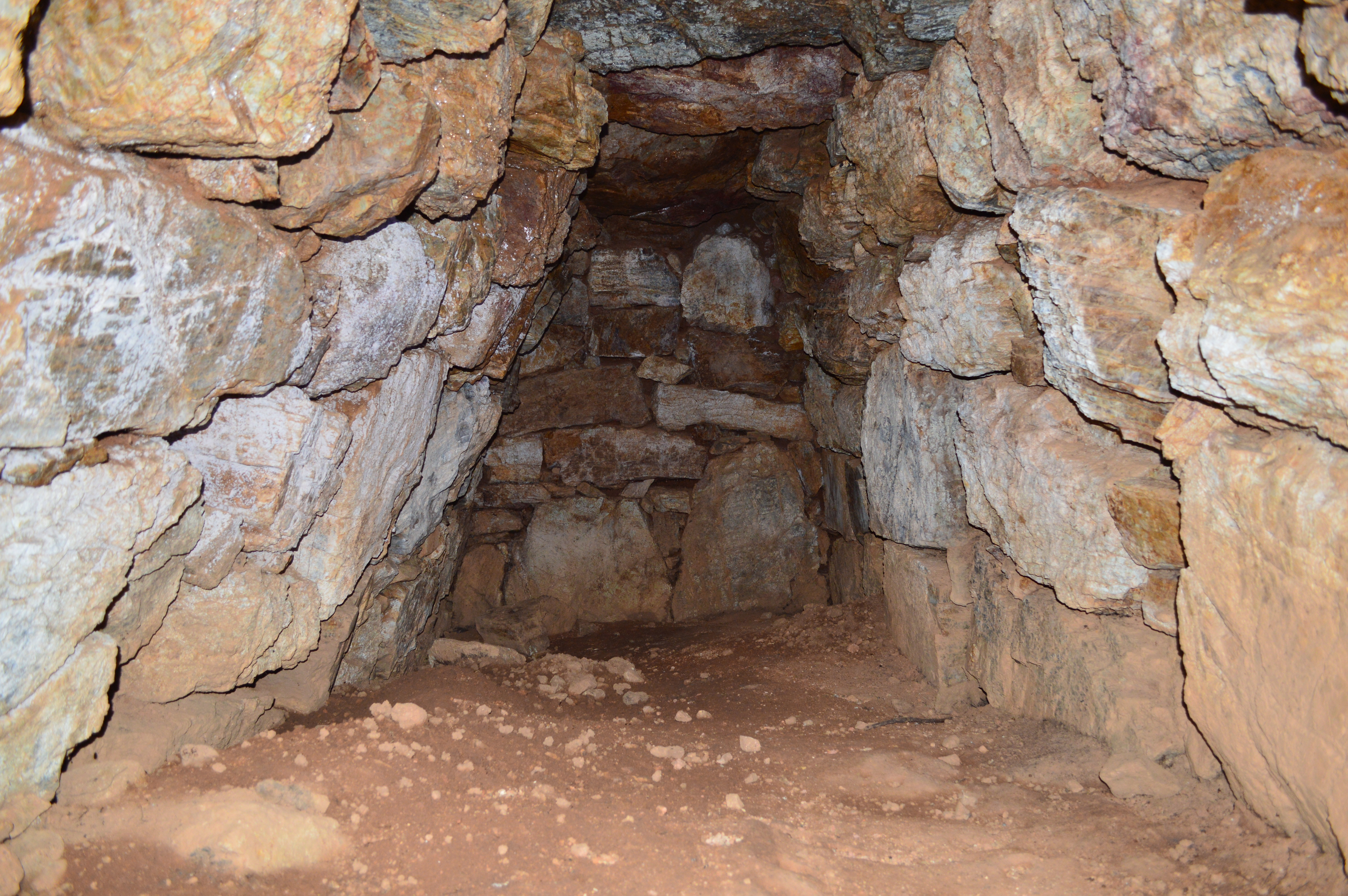
玄室（奥壁方向）
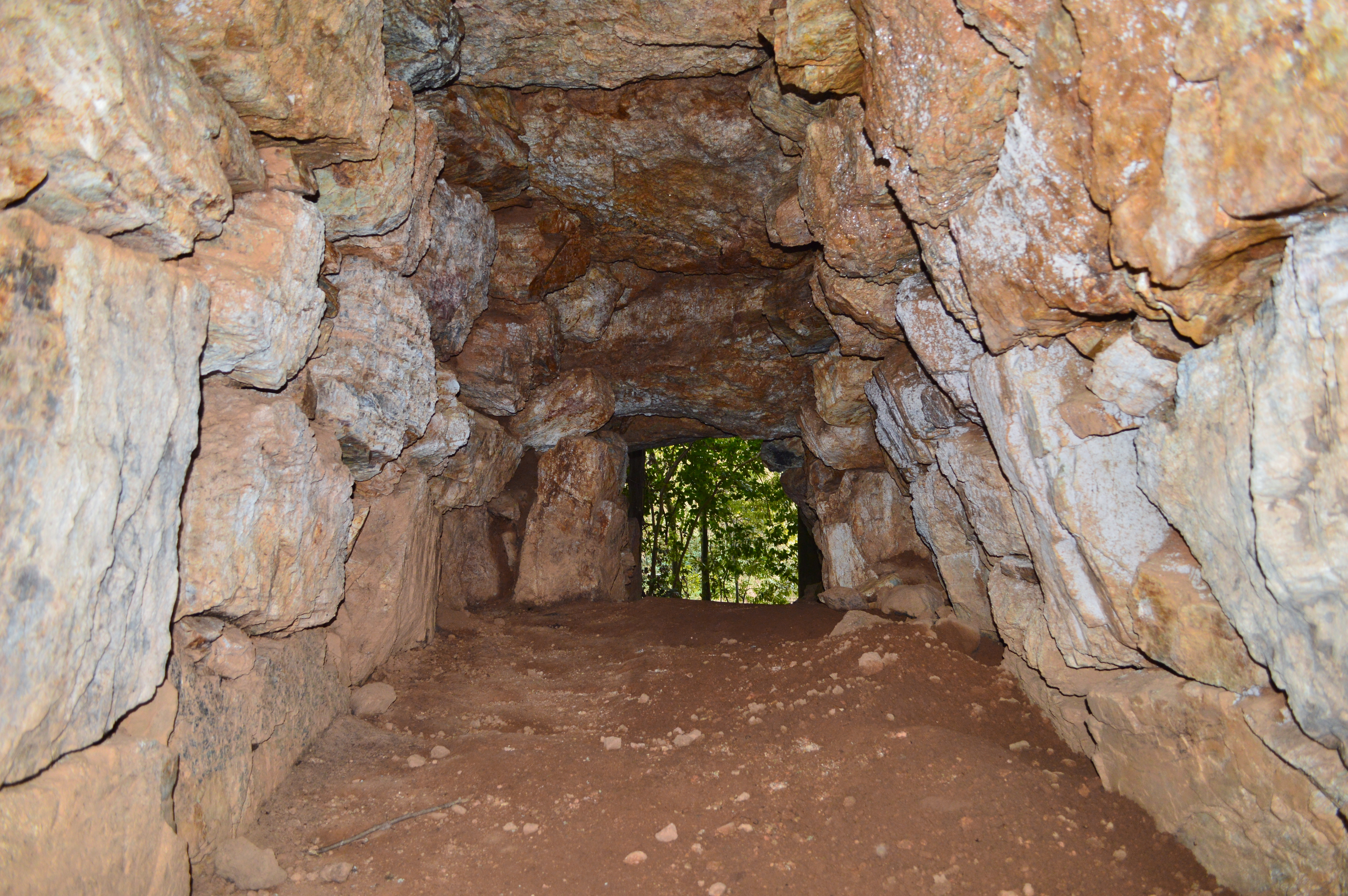
玄室（羨道方向）
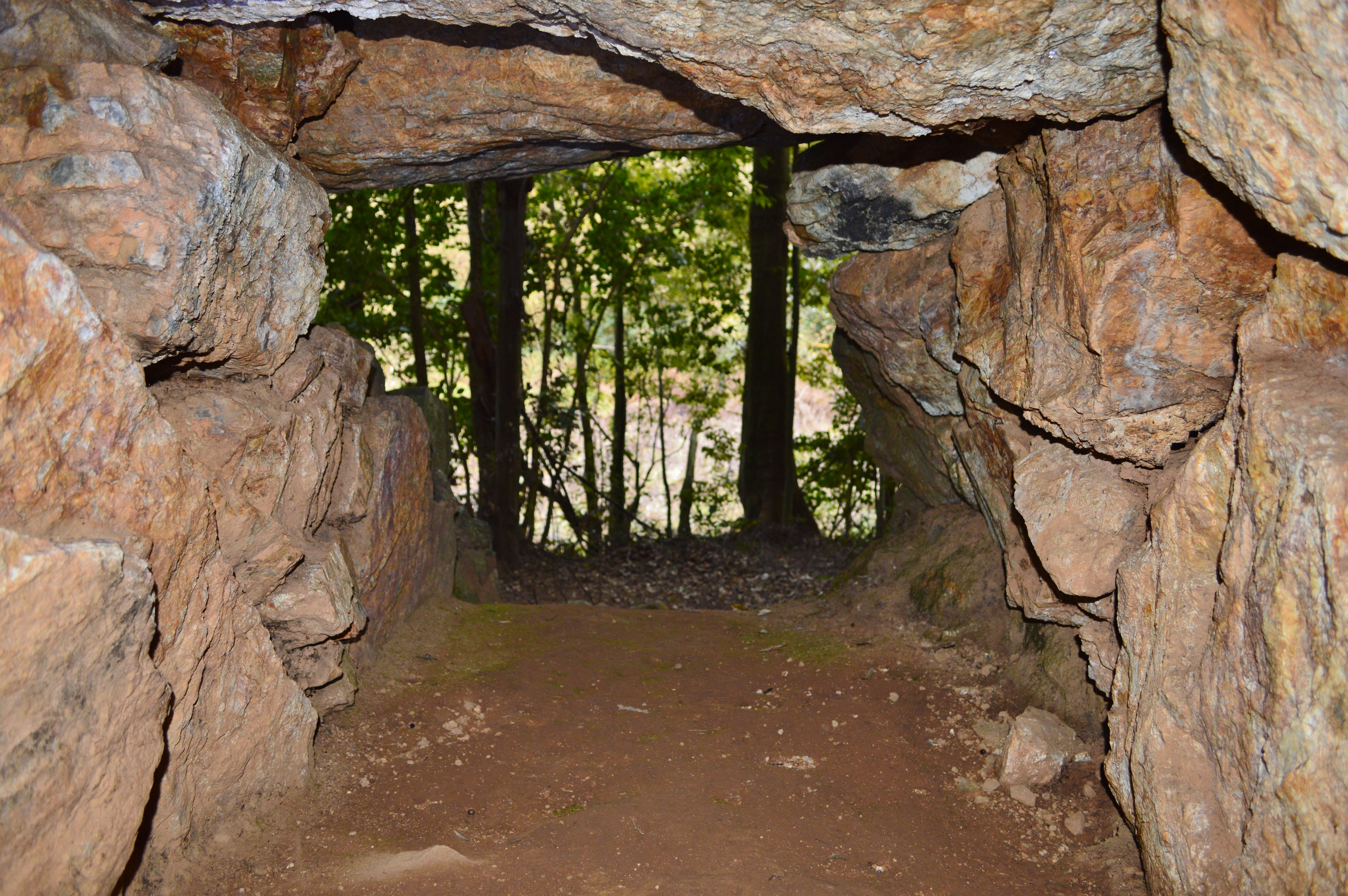
羨道（開口部方向）
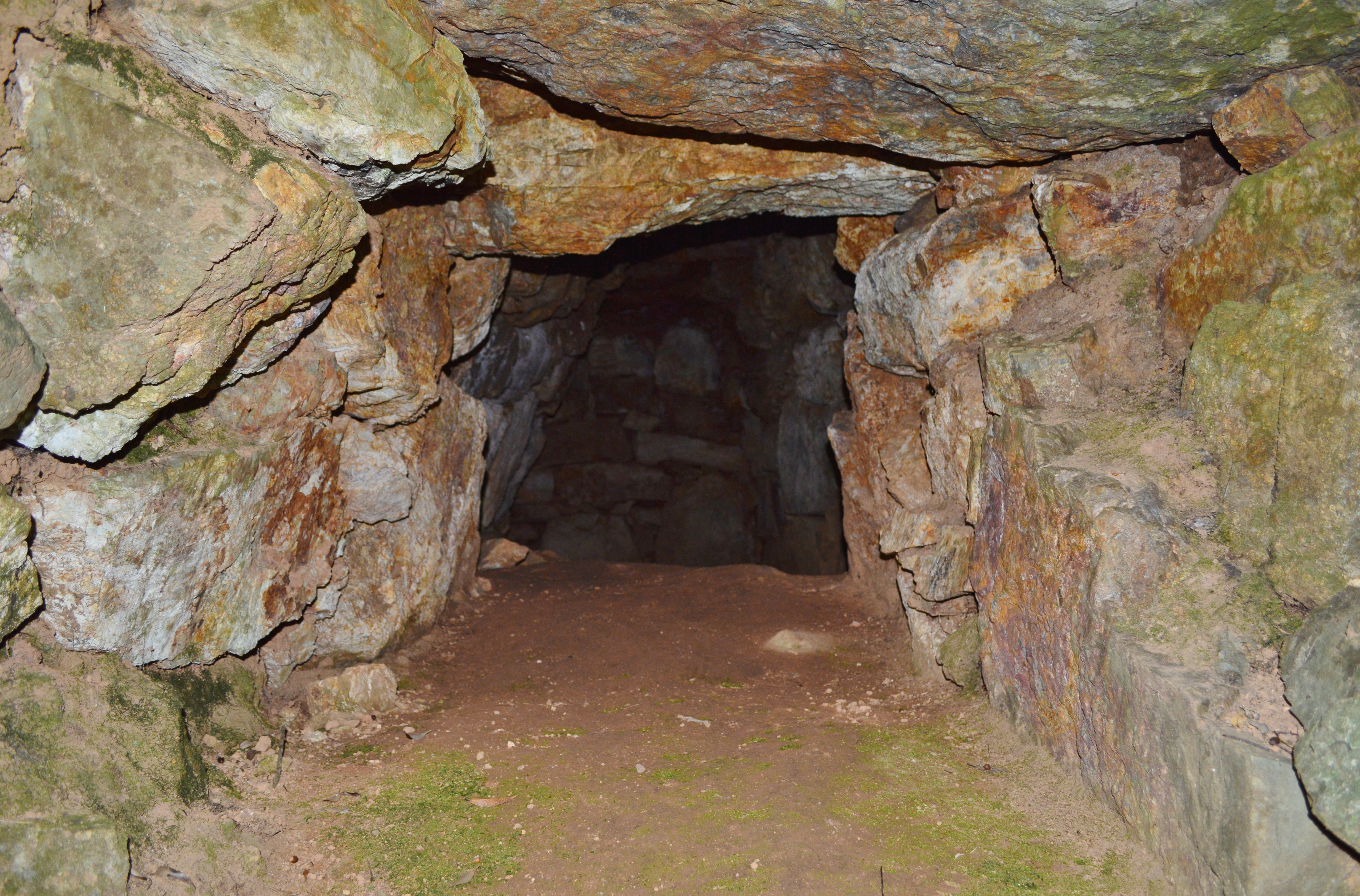
羨道（玄室方向）
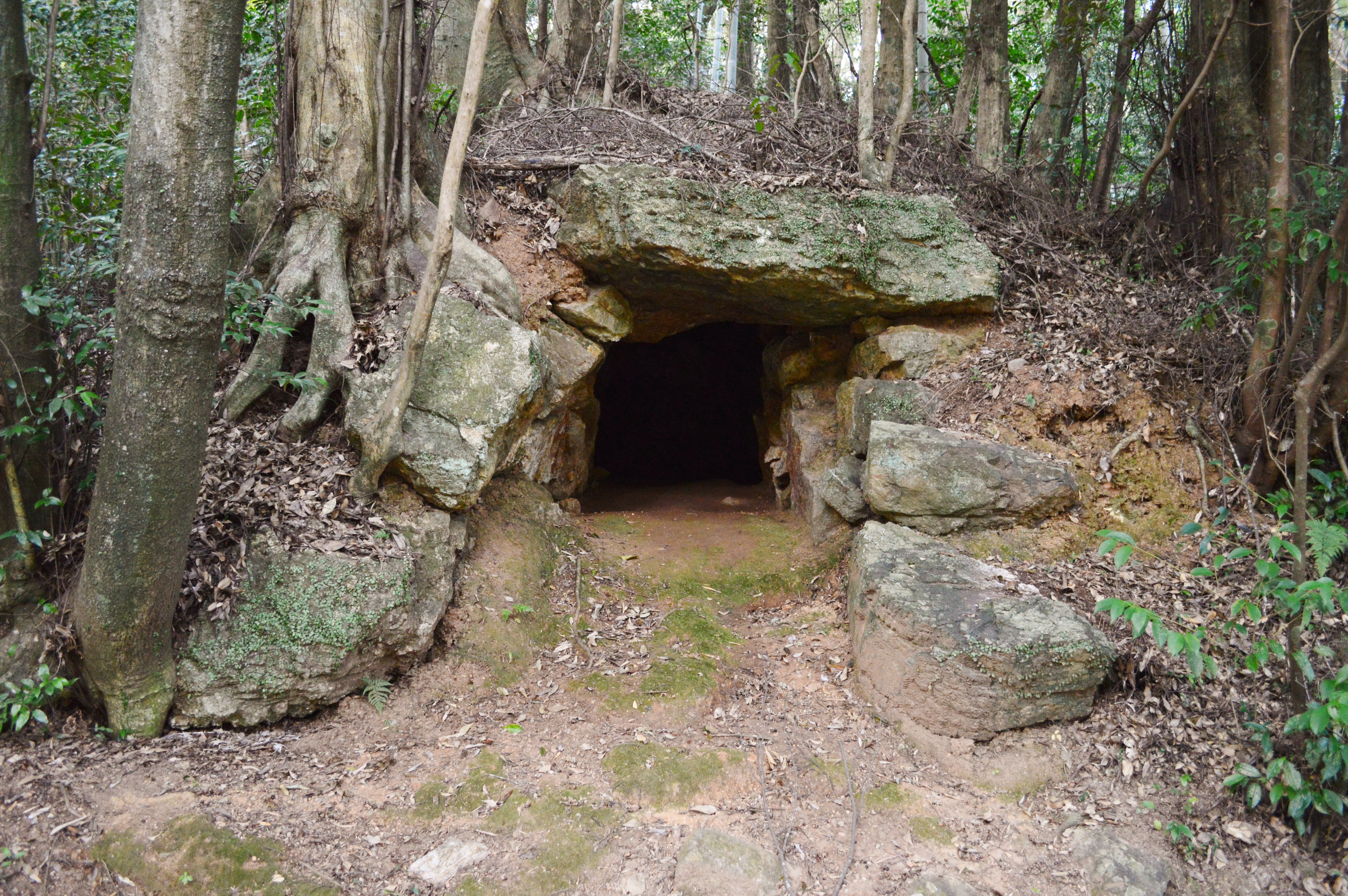
開口部

### 2号墳
明見彦山2号墳は、1号墳の東にあったとされるが、現在は破壊され消滅しており詳細は不明。3号墳よりも大きな横穴式石室を持ち、首長墓的位置づけであったといわれる。

### 3号墳

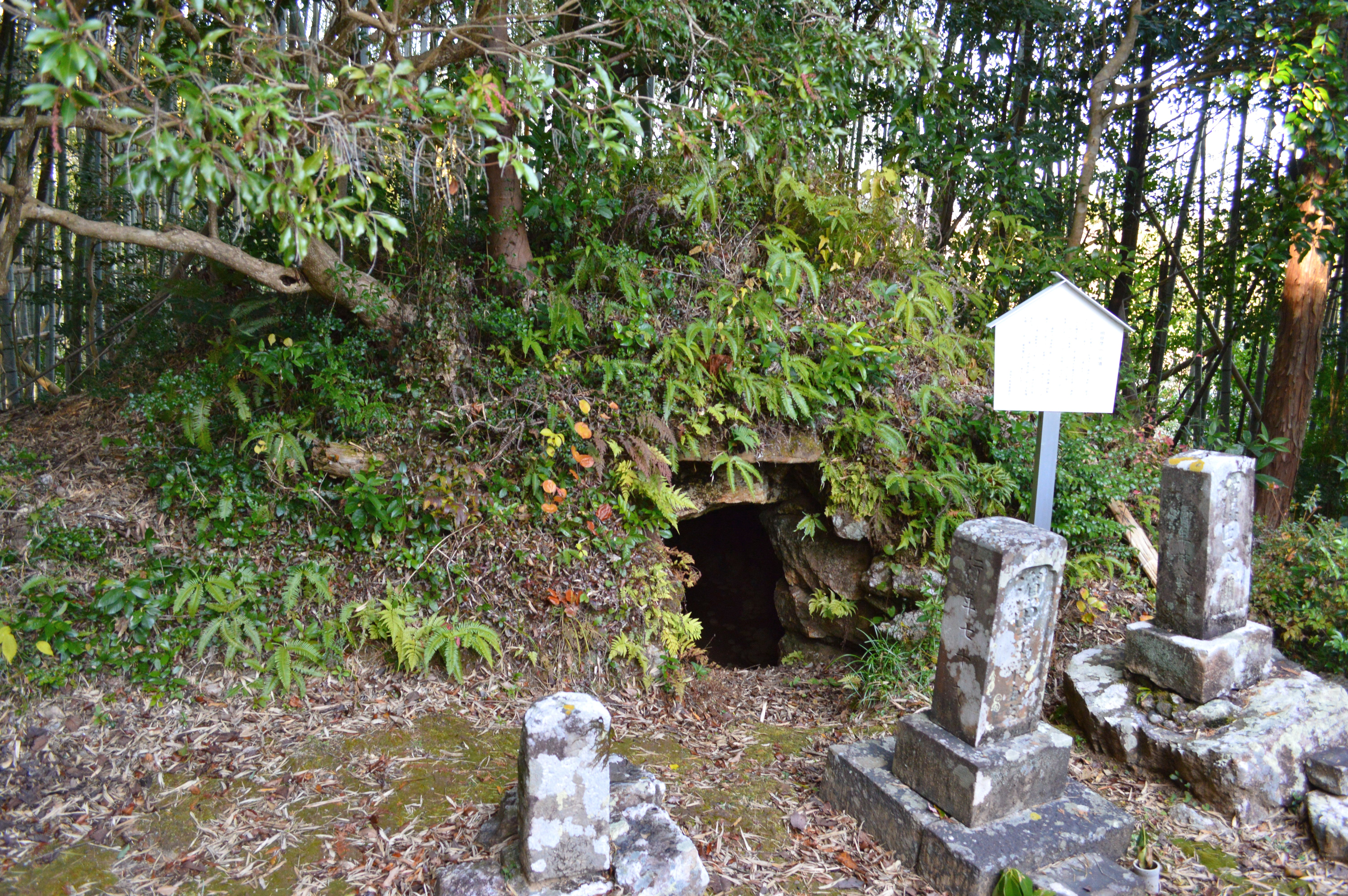
3号墳 石室開口部

3号墳 石室俯瞰図

明見彦山3号墳（北緯33度34分17.81秒 東経133度37分1.18秒 / 北緯33.5716139度 東経133.6169944度）は、1号墳の北東約200メートルの地に位置する。直径5メートル・高さ2.3メートルの円墳で、両袖式の横穴式石室を開口する。石室の規模は次の通り。
- 石室全長：5.8メートル
- 羨道：長さ1.8メートル

石室内からは、人骨とともに須恵器・直刀・刀子・馬具・鉄鎌・鉄製鋤先・勾玉・管玉などの副葬品が出土している。築造時期は古墳時代後期の6世紀後半頃と推定される。

石室展開図
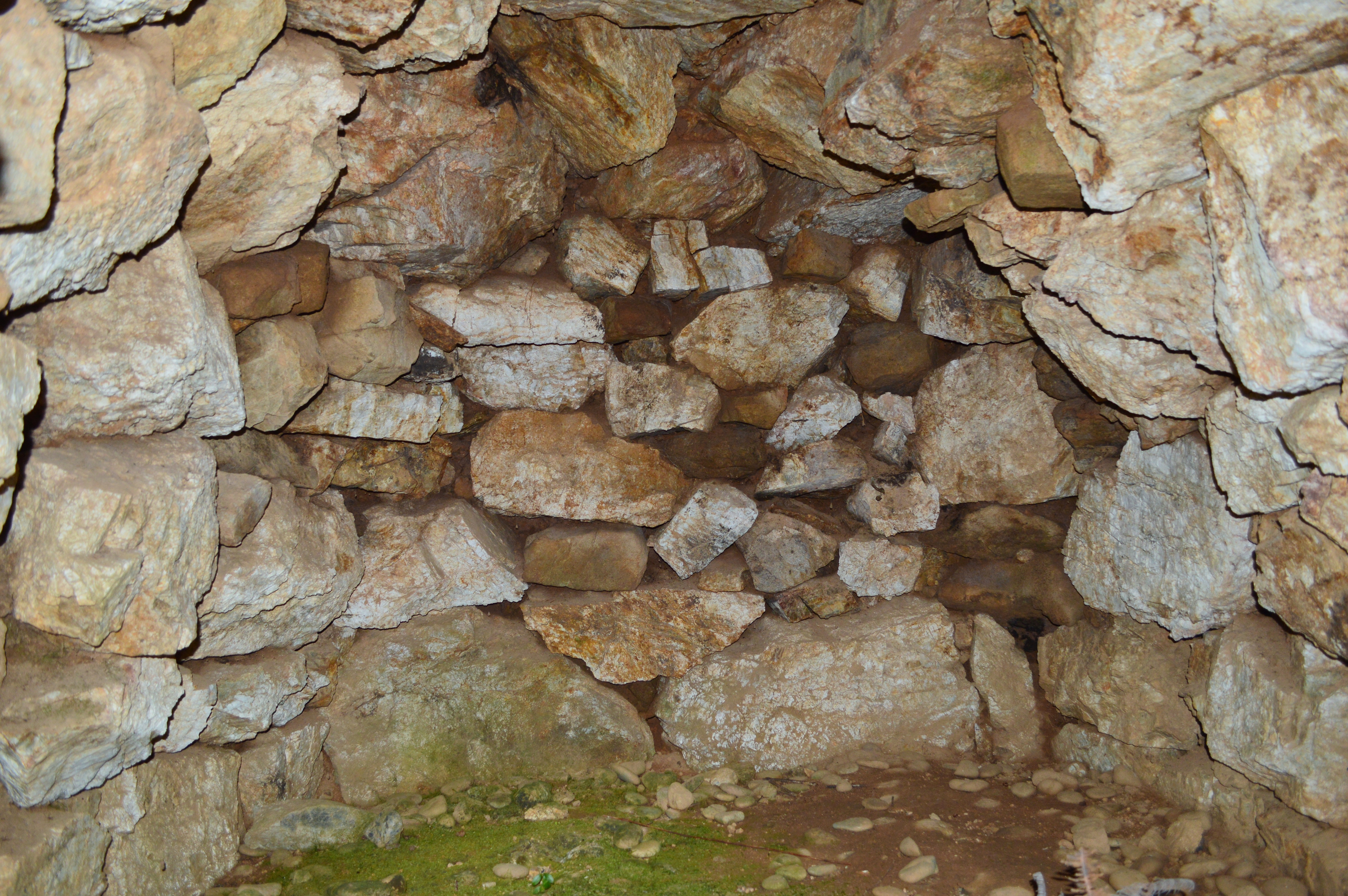
玄室（奥壁方向）
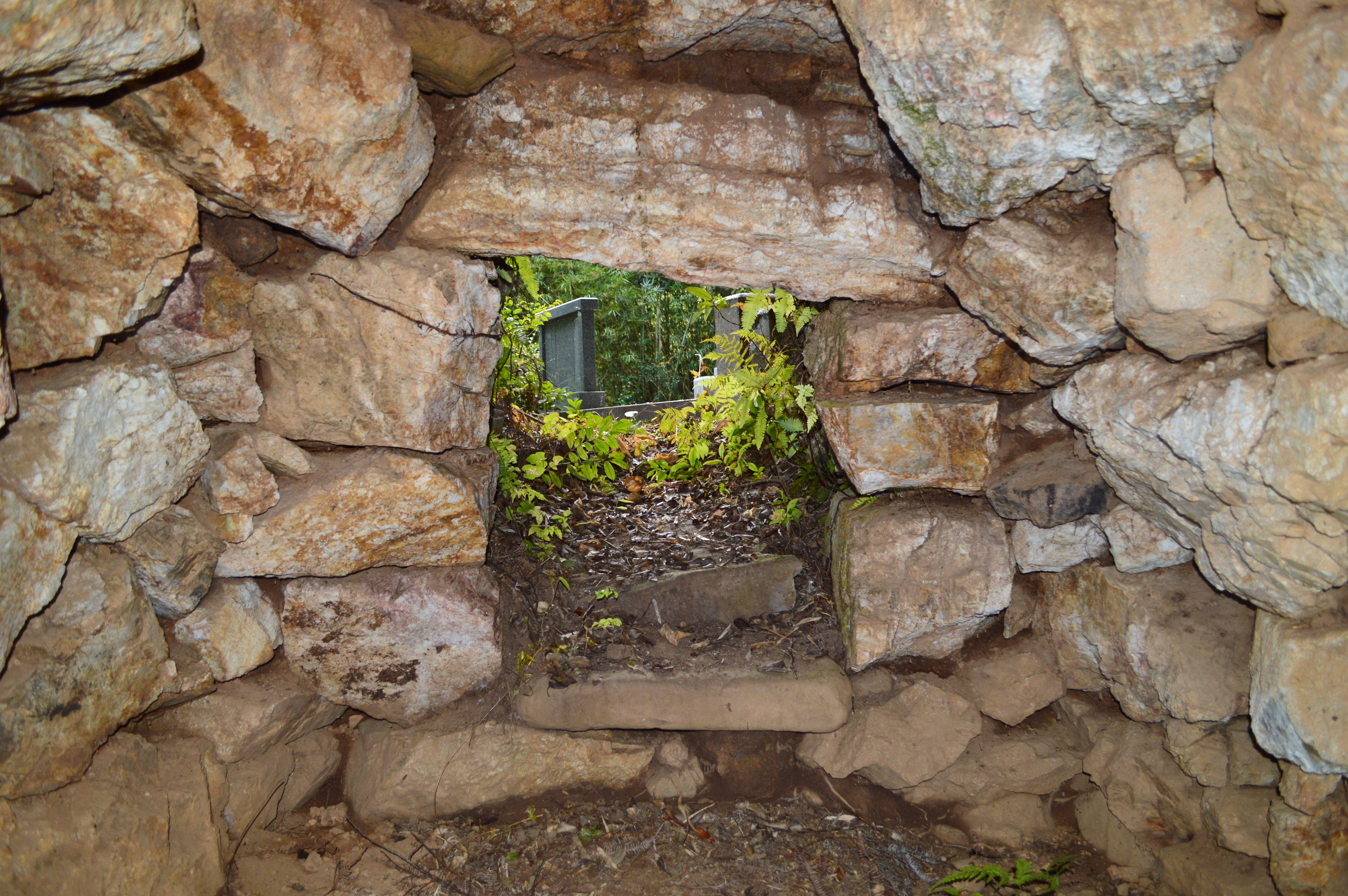
玄室（開口部方向）

## 文化財

### 南国市指定文化財
- 史跡
  - 明見彦山古墳群 - 1966年（昭和41年）4月30日指定[8]。